# Сархентес-де-ла-Лора
Сархентес-де-ла-Лора (ісп. Sargentes de la Lora) — муніципалітет в Іспанії, у складі автономної спільноти Кастилія-і-Леон, у провінції Бургос. Населення — 149 осіб (2010).
Муніципалітет розташований на відстані близько 260 км на північ від Мадрида, 48 км на північ від Бургоса.
На території муніципалітету розташовані такі населені пункти: (дані про населення за 2010 рік)
- Айолуенго: 15 осіб
- Лорілья: 0 осіб
- Морадільйо-дель-Кастільйо: 10 осіб
- Сан-Андрес-де-Монтеарадос: 7 осіб
- Санта-Колома-дель-Рудрон: 13 осіб
- Сархентес-де-ла-Лора: 80 осіб
- Вальдеахос: 24 особи

## Демографія
Динаміка населення (INE ):